# Brian Scully
Pour les articles homonymes, voir Scully.
Brian Scully est un scénariste et producteur de télévision américain né à West Springfield au Massachusetts. Il est principalement connu pour son travail sur les séries télévisées Les Simpson et Les Griffin. Il est le grand frère du scénariste et show runner des Simpson, Mike Scully.

## Filmographie

### Scénariste

#### PourLes Simpson
| Année | Titre                    | Titre original        | Saison | Épisode | Réalisateur       |
| ----- | ------------------------ | --------------------- | ------ | ------- | ----------------- |
| 1998  | Le Bus fatal             | Lost Our Lisa         | 9      | 24      | Pete Michels      |
| 1999  | Les Prisonniers du stade | Sunday, Cruddy Sunday | 10     | 12      | Steven Dean Moore |
| 1999  | C'est dur la culture     | Make Room for Lisa    | 10     | 16      | Matthew Nastuk    |

#### Autre
- 1988-1991 : Loin de ce monde (8 épisodes)
- 1991 : Mariés, deux enfants (1 épisode)
- 1992 : The Royal Family (1 épisode)
- 1996 : Local Heroes (1 épisode)
- 1999-2001 : Le Drew Carey Show (6 épisodes)
- 2001 : Bob Patterson
- 2004-2005 : Les Sauvages (2 épisodes)
- 2008-2013 : Les Griffin

### Producteur
- 1997-1999 : Les Simpson (45 épisodes)
- 1999-2001 : Le Drew Carey Show (35 épisodes)
- 2001 : Bob Patterson
- 2003 : The Pitts
- 2004-2005 : Les Sauvages (14 épisodes)
- 2007 : The Family Guy 100th Episode Celebration
- 2008-2013 : Les Griffin (29 épisodes)

### Consultant créatif
- 1992 : The Royal Family (6 épisodes)